# Холодний день у пеклі
Холодний день у пеклі (англ. A Cold Day in Hell) — американський вестерн 2011 року.

## Сюжет
1887 рік, гори Сьєрра-Невада. Вільям Дрейтон, в недавньому минулому снайпер та ветеран громадянської війни, втрачає свою дружину і будинок. Він вирішує стати відлюдником і вирушає високо в гори. Але Вільяма знаходить його дочка Елізабет, яку він вважав давно загиблою, і розповідає про жахливі події, що відбуваються у місті. Виявляється, Горацій Скарсдейл зібрав величезну банду відчайдушних вбивць, щоб творити в місті беззаконня. Вільям зі своєю дочкою вирушають назад в місто, що б припинити це насильство і відновити справедливість.

## У ролях
| Актор             | Роль                 |
| ----------------- | -------------------- |
| Джим Гілтон       | Вільям Дрейтон       |
| Гезер Кларк       | Елізабет Дрейтон     |
| Девід Лонг        | Скарсдейл            |
| Майкл Медсен      | Маршал США Сталлінгс |
| Кетрін Кемпбелл   | Елізабет (10 років)  |
| Кімберлі Кемпбелл | Саванна              |
| Дебра Карлсен     | міс Софі             |
| Тріп Кортні       | канцлер              |
| Стен Фінк         | шериф Томас Кінкейд  |
| Стефен Гілліам    | Пач                  |
| Аманда Гілтон     | Аманда               |
| Гантер Гілтон     | Гантер               |
| Джастін Гілтон    | Джастін              |
| Майкл Гілтон      | Вейд Міллер          |
| Томм Гілтон       | Олівія               |
| Франклін Гатсон   | суддя                |
| Ед Джаностак      | Ед Капп              |
| Річард Кінсі      | швед                 |
| В. Клей Лі        | Тіммонс              |